# Different Drum
Different Drum est une chanson écrite par Michael Nesmith avant qu'il ne devienne membre des Monkees, copyrightée en 1965. Ses paroles décrivent la rupture d'un couple.
Elle est enregistrée pour la première fois par le groupe de bluegrass The Greenbriar Boys (en) sur leur album Better Late than Never!, sorti en 1966. La chanson est popularisée par le trio de folk rock Stone Poneys (en), dont la reprise aux accompagnements baroques se classe dans le Top 15 des ventes à sa sortie, en septembre 1967. Il s'agit du premier tube de la carrière de la chanteuse Linda Ronstadt, qui est la seule membre du trio à participer à son enregistrement.
Michael Nesmith enregistre une version de Different Drum sur son album And the Hits Just Keep on Comin' (en), sorti en 1972. Quelques années plus tôt, il avait eu l'occasion de l'interpréter en accéléré dans la série télévisée The Monkees, dans une séquence de l'épisode Too Many Girls où il se faisait passer pour un chanteur folk amateur saisi par le trac.
Different Drum a également été reprise par :
- The Lemonheads sur l'EP Favourite Spanish Dishes (en) (1990)
- The Pastels en single (1990)
- Me First and the Gimme Gimmes sur l'album Blow in the Wind (en) (2001)
- Matthew Sweet et Susanna Hoffs sur l'album Under the Covers, Vol. 1 (en) (2006)